# Marry You
"Marry You" is een nummer van de Amerikaanse singer-songwriter Bruno Mars. Het nummer verscheen op zijn debuutalbum Doo-Wops & Hooligans uit 2010. Op 22 augustus 2011 werd het uitgebracht als de vijfde single van het album.

## Achtergrond
"Marry You" is geschreven door Mars, Philip Lawrence, Ari Levine en geproduceerd door The Smeezingtons, bestaande uit hetzelfde trio. Het is een van de elf nummers die werd geproduceerd voor het debuutalbum van Mars. Lawrence vertelde over de inspiratie voor het nummer: "We hadden een beeld in ons hoofd van een slowmotion video in Las Vegas van een koppel dat aan het rennen is, en zij heeft een jurk aan en hij een smoking, en het bruiloftsfeest is achter hen. Een soort van gek, gedurfd bruiloftsgevoel."
Lawrence was verrast door de impact van "Marry You" nadat hij een aantal YouTube-videos had bekeken. Hij vertelde dat "we altijd dachten dat het een goed en aanstekelijk nummer is, maar we konden niet bedenken dat het de popcultuur zou beïnvloeden op de manier waarop het dat gedaan heeft." Mars vertelde in een interview dat het nummer begon met "het spelen van de akkoorden" en dat hij vervolgens de regel "I think I wanna marry you" freestylede. Hij legde het als volgt uit: "Je bent in Vegas, je hebt te veel gedronken, en je houdt van iedereen, en je wilt iets doen dat je eigenlijk niet zou moeten doen en je hebt er de volgende morgen spijt van."
"Marry You" werd niet officieel als single uitgebracht in de Verenigde Staten, maar vanwege airplay piekte het toch op plaats 85 in de Billboard Hot 100. In het Verenigd Koninkrijk behaalde de single een elfde plaats. Het werd een nummer 1-hit in Israël, Slowakije en Tsjechië en behaalde daarnaast in Australië, Canada, Ierland, Luxemburg, Nieuw-Zeeland en Oostenrijk de top 10. In Nederland bereikte de single plaats 13 in de Top 40 en plaats 22 in de Single Top 100, terwijl in Vlaanderen de elfde plaats in de Ultratop 50 werd gehaald. Het nummer werd gecoverd door onder meer de cast van Glee, drie leden van Girls' Generation en Donald Glover in de film Magic Mike XXL.

## Hitnoteringen

### Nederlandse Top 40
| Hitnotering: 24-09-2011 t/m 17-12-2011 | Hitnotering: 24-09-2011 t/m 17-12-2011 | Hitnotering: 24-09-2011 t/m 17-12-2011 | Hitnotering: 24-09-2011 t/m 17-12-2011 | Hitnotering: 24-09-2011 t/m 17-12-2011 | Hitnotering: 24-09-2011 t/m 17-12-2011 | Hitnotering: 24-09-2011 t/m 17-12-2011 | Hitnotering: 24-09-2011 t/m 17-12-2011 | Hitnotering: 24-09-2011 t/m 17-12-2011 | Hitnotering: 24-09-2011 t/m 17-12-2011 | Hitnotering: 24-09-2011 t/m 17-12-2011 | Hitnotering: 24-09-2011 t/m 17-12-2011 | Hitnotering: 24-09-2011 t/m 17-12-2011 | Hitnotering: 24-09-2011 t/m 17-12-2011 | Hitnotering: 24-09-2011 t/m 17-12-2011 |
| Week                                   | 1                                      | 2                                      | 3                                      | 4                                      | 5                                      | 6                                      | 7                                      | 8                                      | 9                                      | 10                                     | 11                                     | 12                                     | 13                                     |                                        |
| -------------------------------------- | -------------------------------------- | -------------------------------------- | -------------------------------------- | -------------------------------------- | -------------------------------------- | -------------------------------------- | -------------------------------------- | -------------------------------------- | -------------------------------------- | -------------------------------------- | -------------------------------------- | -------------------------------------- | -------------------------------------- | -------------------------------------- |
| Positie                                | 29                                     | 29                                     | 21                                     | 13                                     | 13                                     | 17                                     | 17                                     | 15                                     | 14                                     | 17                                     | 22                                     | 27                                     | 30                                     | uit                                    |

### Single Top 100
| Hitnotering: 17-09-2011 t/m 24-12-2011 | Hitnotering: 17-09-2011 t/m 24-12-2011 | Hitnotering: 17-09-2011 t/m 24-12-2011 | Hitnotering: 17-09-2011 t/m 24-12-2011 | Hitnotering: 17-09-2011 t/m 24-12-2011 | Hitnotering: 17-09-2011 t/m 24-12-2011 | Hitnotering: 17-09-2011 t/m 24-12-2011 | Hitnotering: 17-09-2011 t/m 24-12-2011 | Hitnotering: 17-09-2011 t/m 24-12-2011 | Hitnotering: 17-09-2011 t/m 24-12-2011 | Hitnotering: 17-09-2011 t/m 24-12-2011 | Hitnotering: 17-09-2011 t/m 24-12-2011 | Hitnotering: 17-09-2011 t/m 24-12-2011 | Hitnotering: 17-09-2011 t/m 24-12-2011 | Hitnotering: 17-09-2011 t/m 24-12-2011 | Hitnotering: 17-09-2011 t/m 24-12-2011 | Hitnotering: 17-09-2011 t/m 24-12-2011 |
| Week                                   | 1                                      | 2                                      | 3                                      | 4                                      | 5                                      | 6                                      | 7                                      | 8                                      | 9                                      | 10                                     | 11                                     | 12                                     | 13                                     | 14                                     | 15                                     |                                        |
| -------------------------------------- | -------------------------------------- | -------------------------------------- | -------------------------------------- | -------------------------------------- | -------------------------------------- | -------------------------------------- | -------------------------------------- | -------------------------------------- | -------------------------------------- | -------------------------------------- | -------------------------------------- | -------------------------------------- | -------------------------------------- | -------------------------------------- | -------------------------------------- | -------------------------------------- |
| Positie                                | 69                                     | 50                                     | 36                                     | 29                                     | 25                                     | 22                                     | 28                                     | 28                                     | 30                                     | 28                                     | 37                                     | 36                                     | 47                                     | 59                                     | 79                                     | uit                                    |

### NPO Radio 2 Top 2000
| Nummer met noteringen in de NPO Radio 2 Top 2000 | '12  | '13  | '14  |
| ------------------------------------------------ | ---- | ---- | ---- |
| Marry You                                        | 1341 | 1276 | 1736 |

1. ↑  Een vetgedrukt getal geeft de hoogste notering aan.
2. ↑  2012 was het eerste jaar met een notering voor dit nummer.
3. ↑  Deze tabel is bijgewerkt tot en met de laatste editie (2024).